# 極光之愛
《極光之愛》（英語：Endless Nights In Aurora），是一部臺灣電影，屏風特攻製作，為2014年金馬國際影展開幕片。
《極光之愛》改編自屏風表演班2002年經典舞台劇作品〈北極之光〉，由屏風表演班創辦人李國修之妻王月監製與出品，李國修之長子李思源執導。年紀雖輕(24歲)卻已有大將之風的李思源，完整保留李國修的創作精神，承襲其架構完成電影處女作，並邀集楊丞琳、宥勝、季芹、林柏宏、林妍柔、李運慶、魏蔓等演員共同演出，呈現這部深情動人、充滿溫暖與希望的作品。
《極光之愛》上映期間為《Yahoo!奇摩電影》網友滿意度第一名。

## 演員

### 演員列表
| 演員   | 角色                      | 介紹 |
| 楊丞琳 | 王亞曦（艾莉莎）          |      |
| 宥勝   | 李學開 （小開）           |      |
| 季芹   | 王曉鳳（2014年小鳳）      |      |
| 林妍柔 | 王曉鳳（1990年小鳳）      |      |
| 林柏宏 | 張北川                    |      |
| 李運慶 | 沈克傑（Yolo）            |      |
| 魏蔓   | Coco                      |      |
| 樊光耀 | 北川爸爸                  |      |
| 王月   | 北川媽媽                  |      |
| 楊麗音 | 楊媽媽                    |      |
| 邱彥翔 | 花店店長（ Ralph）        |      |
| 黃嘉千 | 旅館老闆娘                |      |
| 夏于喬 | 花店店長學妹              |      |
| 朱德剛 | 醫生                      |      |
| 樂明明 | 王曉燕 （小鳳妹妹）       |      |
| 鍾欣凌 | 便當店老闆娘              |      |
| 邱逸峰 | 楊媽媽孫子 （2014年德德） |      |

## 獎項
- 獲選第51屆2014金馬國際影展 Golden Horse Film Festival 開幕片
- 入選2015新加坡華語電影節 Singapore Chinese Film Festival Chinese Panorama 華夏風情畫觀摩單元
- 入選第8屆2015荷蘭 CinemAsia Film Festival 非競賽的正式單元
- 獲選2015兩岸電影展台灣電影展開幕片
- 入選第18屆2015上海國際電影節的「聚焦華語」展映單元
- 導演李思源入選第10屆2015 華語青年影像單元
- 女主角楊丞琳獲頒第10屆2015華語青年影像論壇「年度新銳女演員獎」

## 評價
- 作家陳玉慧：「李思源遺傳了父親的戲劇才華，他深知電影的元素和舞台劇有所不同，因此大刀闊斧地將父親的北極之光改成了他的極光之愛，三代人的故事濃縮成二代人，並且大量注入了現代人的愛情觀。雖然李思源的劇本已經和父親非常不一樣，但神奇的是，他卻能在改編作品中呈現百分之百的屏風精神。雖然父親在世時曾說，李思源的第一部作品會是失敗之作，但國修一定沒想到，這部電影卻這麼成功。」
- 編劇徐譽庭：「極光之愛，以行雲流水的架構鋪陳了兩段橫跨時空的愛情，它們彼此呼應著、對比著、控訴著，我們這才發現，早已失去了『初戀的美好』。」
- 劉若英：「舞台與電影的結合，清新真摯的情感，如細細流水般慢慢淌過乾枯的絕望。一部關於愛與傳承的電影。」
- 黃子佼：「看完極光之愛感觸多多，演員優秀導演讓人驚艷，國修老師劇作更是一流！恭喜台灣出了一位這麼年輕的大導演！」
- 林依晨：「看完這部電影，你會有好多個糾心的時刻、想起某些讓你留下遺憾的人兒，潛意識中失落的情感與思念，也會被輕輕地拉扯出界⋯極光之愛，其實就是希望我們珍惜眼前人、盡力於每一個當下啊⋯」
- 作家H：「<極光之愛>很好看，甚至可以說是出乎我意料之外的好看... 」
- 導演江金霖: 「<極光之愛>想訴說的深情超乎我的想像，原來那不只是一個對於初戀想念的故事，其中更伴隨著許多對於至親摯愛的思念，這個思念很深、很重，很永夜。」

## 電影歌曲

### 主題曲
主題曲有三首，分別為極光主題曲〈小小孩〉、永夜主題曲〈真實故事改編〉、淚光主題曲〈直到世界都哭泣〉。
| 曲別       | 歌曲名稱       | 作詞       | 作曲       | 演唱者     | 備註 |
| 極光主題曲 | 小小孩         | 陳沒       | 五月天石頭 | 梁靜茹     |      |
| 永夜主題曲 | 真實故事改編   | 五月天石頭 | 五月天石頭 | 五月天石頭 |      |
| 淚光主題曲 | 直到世界都哭泣 | 黃國倫     | 黃國倫     | 黃國倫     |      |

### 原聲帶
電影原聲帶《極光之愛 電影原聲情書》，於2014年12月12日由相信音樂製作、台灣索尼音樂娛樂發行。

## DVD
2015年6月采昌國際多媒體發行《極光之愛 DVD 導演完整版》

## 外部連結
- 極光之愛的Facebook專頁
- 甲上娛樂的Facebook專頁
- MSN娛樂上《極光之愛》的資料（繁體中文）

- Yahoo奇摩電影上《極光之愛》的資料（繁體中文）
- 開眼電影網上《極光之愛》的資料（繁體中文）
- 豆瓣电影上《極光之愛》的資料 （简体中文）
- 时光网上《極光之愛》的資料（简体中文）
- 香港影庫上《極光之愛》的資料（繁體中文）
- 互联网电影数据库（IMDb）上《極光之愛》的资料（英文）